# Генрих фон Бёкефёрде
Генрих фон Бёкефёрде (нем. Heinrich von Böckenförde; ? — декабрь 1437) — ландмейстер Тевтонского ордена в Ливонии (1435—1437).

## Биография
В 1426—1428 годах Генрих фон Бёкёфёрде занимал должность фогта Нарвы (Ругодива). В 1430—1432 годах был комтуром Ашерадена. В 1432 году был назначен комтуром Таллина (Ревеля). В 1434 году Генрих фон Бёкёфёрде был назначен ландмаршалом Ливонского Ордена. В сентябре 1435 года после гибели ливонского магистра Франка фон Кирскорфа в битве под Вилькомиром в Литве ландмаршал Генрих фон Бёкёфёрде был избран новым ландмейстером Тевтонского Ордена в Ливонии.
В октябре 1435 года жмудины совершили поход на ливонские владения, опустошили часть Курляндии и сожгли орденский замок Дурбен. Новый ливонский магистр Генрих фон Бёкеферде большое внимание уделял укреплению орденских пограничных крепостей и замков. Также Генрих фон Бёкёферде старался наладить хорошие отношения с рижским архиепископом Хеннингом Шарпенбергом, который заключил союз с великим князем литовским Витовтом. Ещё в 1434 году рижский архиепископ жаловался на орден в церковный собор, проходивший в Базеле. В 1435 году Базельский собор потребовал, чтобы ливонский магистр Франк фон Кирскорф прислал в Базель двух своих представителей для разбирательства споров между орденом и ливонским духовенством. Но осенью 1435 года Франк фон Кирскорф погиб в битве с литовцами под Вилькомиром, а его преемник Генрих фон Бёкёферде постарался уладить споры с рижским архиепископом. В декабре 1435 года на ландтаге в Валке, где был объявлен шестилетний мир, ливонский магистр и рижский архиепископ примирились. В декабре 1437 года ливонский магистр Генрих фон Бёкёфёрде скончался.